# Francis Richards
Francis Richards (ur. 1945) – brytyjski dyplomata i wojskowy.
Od 2003 do 2006 gubernator i głównodowodzący Gibraltaru.